# Муи (Уаза)
Муи (фр. Mouy) — город на севере Франции, регион О-де-Франс, департамент Уаза, округ Клермон, центр одноименного кантона. Расположен в 23 км к юго-востоку от Бове и в 56 км к северу от Парижа, на правом берегу реки Терен, притока Уазы. На востоке коммуны находится железнодорожная станция Муи-Бюри линии Крей-Бове.
Население (2018) — 5 255 человек.

## Достопримечательности
- Готическая церковь Святого Леже XII века с колокольней XVII век, исторический памятник с 1936 года
- Дом Бордес-Гребер начала XX века

## Экономика
Структура занятости населения:
- сельское хозяйство — 1,6 %
- промышленность — 25,1 %
- строительство — 5,4 %
- торговля, транспорт и сфера услуг — 24,3 %
- государственные и муниципальные службы — 43,6 %

Уровень безработицы (2017) — 17,5 % (Франция в целом — 13,4 %, департамент Уаза — 13,8 %). 

Среднегодовой доход на 1 человека, евро (2018) — 19 810 (Франция в целом — 21 730, департамент Уаза — 22 150).

## Демография
Динамика численности населения, чел.

## Администрация
Пост мэра Муи с 2020 года занимает коммунист Филипп Може (Philippe Mauger). На муниципальных выборах 2020 года возглавляемый им левый список победил во 2-м туре, получив 30,89 % голосов (из пяти списков).
| Период | Период | Фамилия             | Партия                               | Примечания |
| ------ | ------ | ------------------- | ------------------------------------ | --- |
| 1965   | 1983   | Ги Комо-Монтас      |                                      | врач |
| 1983   | 2008   | Жан Силла           | Коммунистическая партия              | работник социального обеспечения, вице-президент Генерального совета департамента, член Регионального совета Пикардии |
| 2008   | 2020   | Анн-Клер Делафонтен | Социалистическая партия Разные левые | государственный служащий, вице-президент Генерального совета департамента                                             |
| 2020   |        | Филипп Може         | Коммунистическая партия              | механик-настройщик |

## Галерея

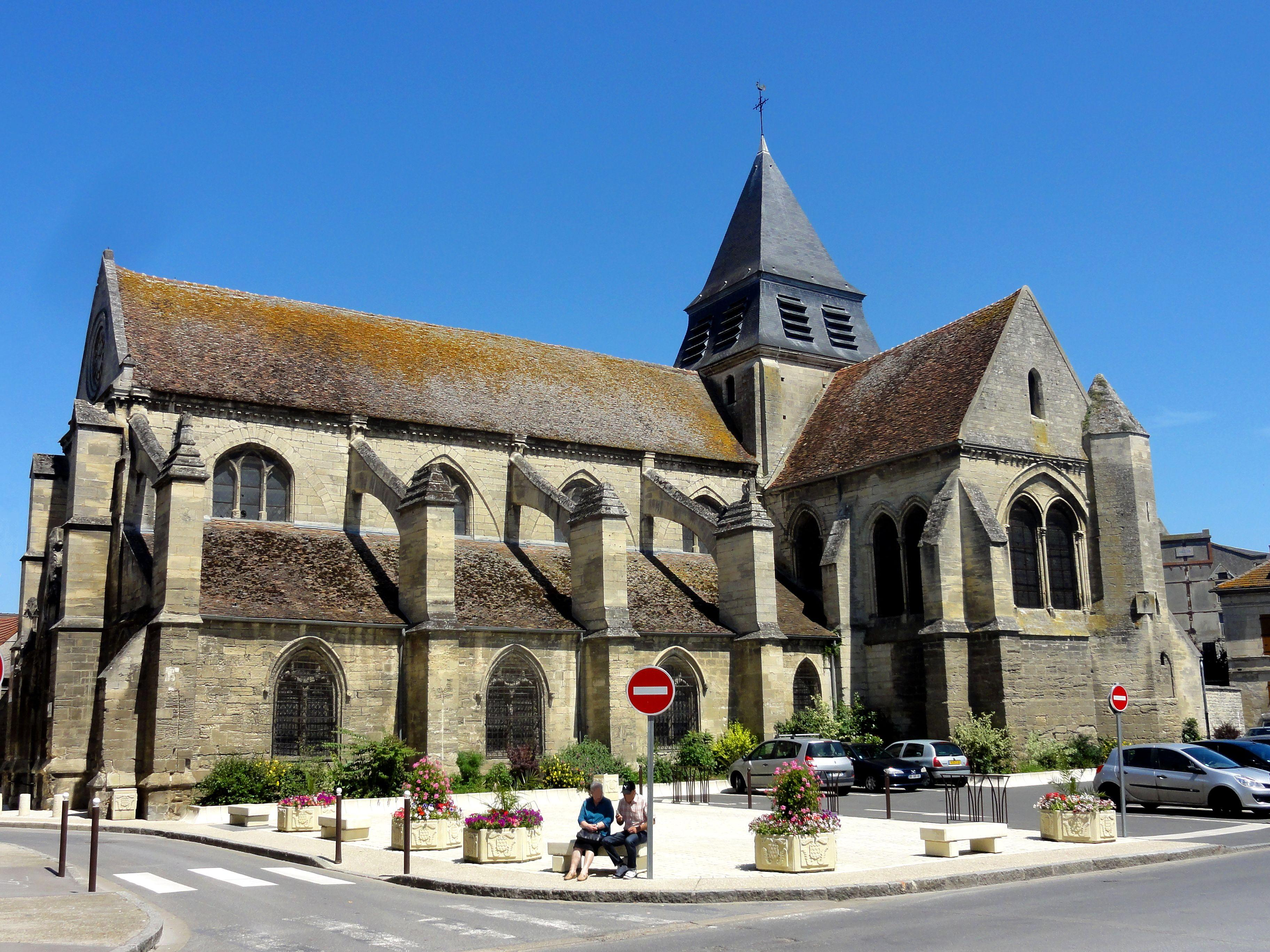
Церковь Святого Леже
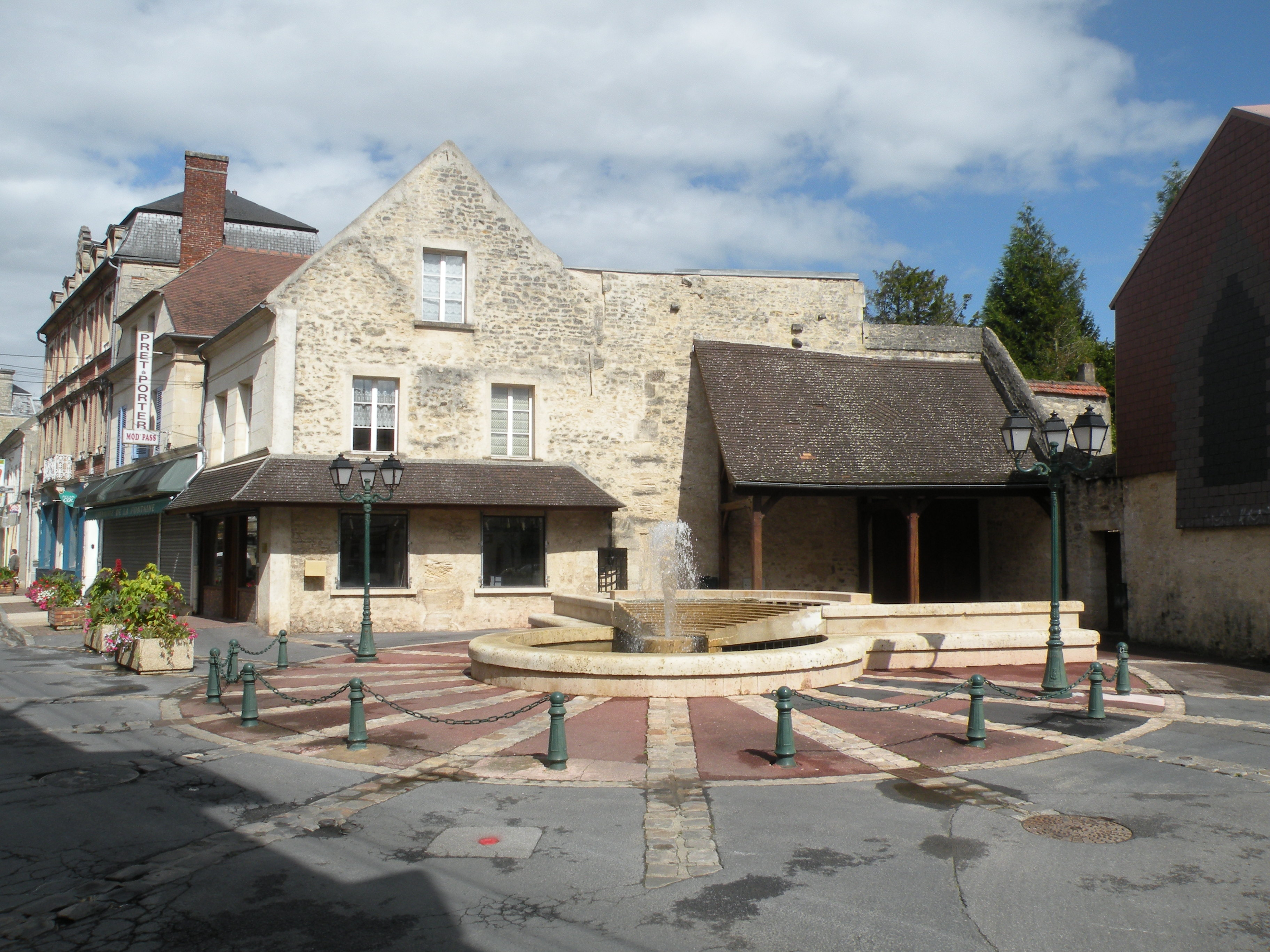
Фонтан на рю Гамбетта
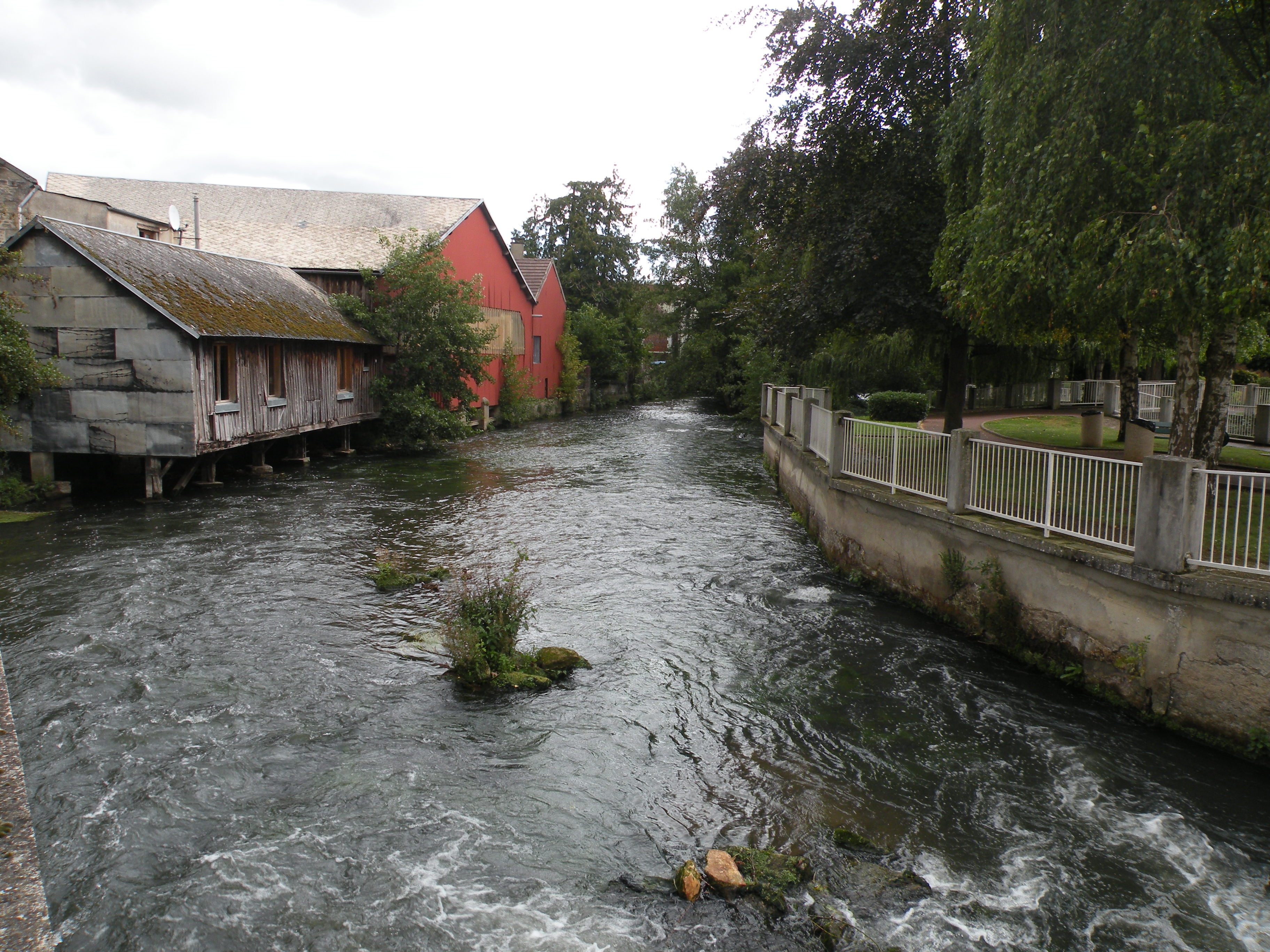
Река Терен в районе городского парка
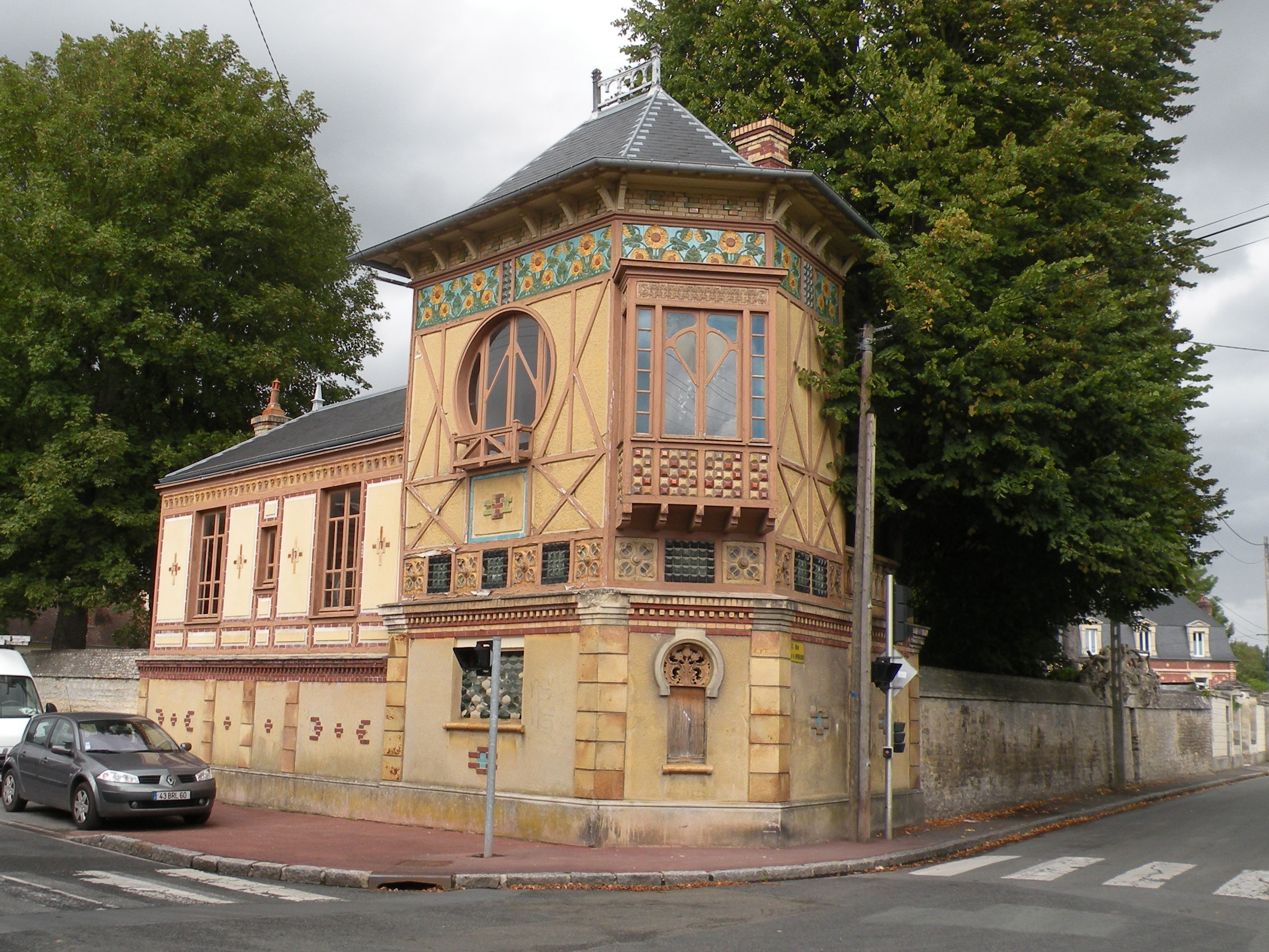
Дом Бордес-Гребер

1. 1 2  база данных о французских коммунах — Национальный географический институт Франции, 2015.